# Monsempron-Libos

Monsempron-Libos este o comună în departamentul Lot-et-Garonne din sud-vestul Franței. În 2009 avea o populație de 2.057 de locuitori.

## Evoluția populației
| An        | 1975  | 1982  | 1990  | 1999  | 2006  | 2009  |
| --------- | ----- | ----- | ----- | ----- | ----- | ----- |
| Populație | 3.018 | 2.697 | 2.423 | 2.135 | 2.079 | 2.057 |